# Pseudo-Bonaventura

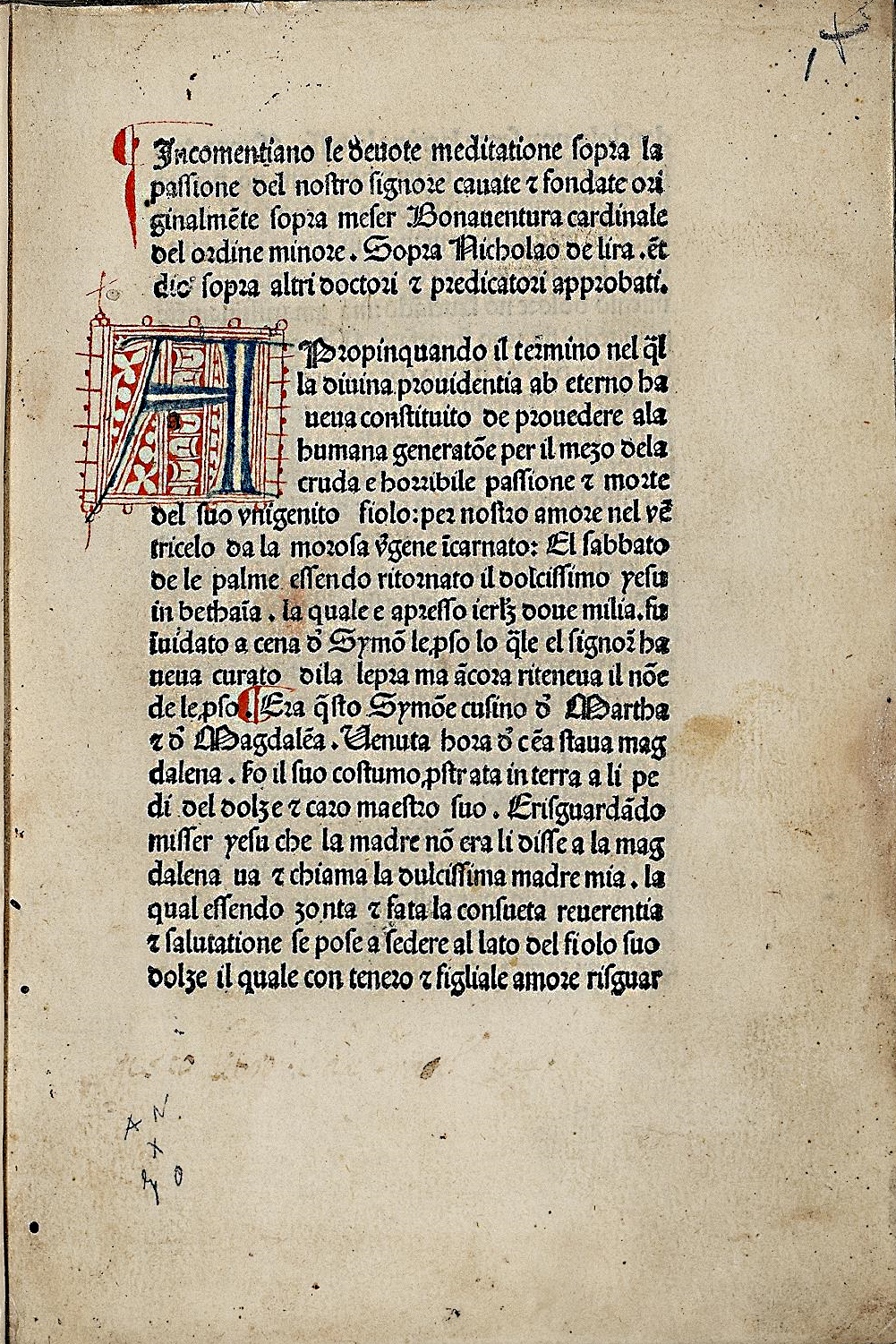
Meditationes vitae Christi (Giovanni de Cauli?), ca. 1478

Als Pseudo-Bonaventura bezeichnet man in der Forschung mittelalterliche Autoren, deren Schriften unrichtig oder auf zweifelhafter Grundlage Bonaventura von Bagnoregio zugeschrieben wurden und zumindest zeitweise als authentische Schriften dieses Autors rezipiert wurden. In metonymischer Übertragung werden auch solche Schriften selbst als Pseudo-Bonaventura bezeichnet.
Die bekannteste und einflussreichste Schrift dieser Art sind die um ca. 1300 oder nach neuerer Datierung zwischen 1346 und 1360 (McNamer) entstandenen, einer Klarisse gewidmeten Meditationes de vita Christi (kritisch hrsg. von M. Jordan Stallings-Taney, CCCM 153, 1999), die in drei verschiedenen lateinischen Fassungen überliefert sind und von der Forschung heute meist dem Franziskaner Johannes de Caulibus in San Gimignano zugeschrieben werden. Die längste Fassung behandelt das Leben Christi von der Geburt bis zum Pfingstwunder und schließt in den einen umfangreichen Traktat über die Vorzüge des aktiven und des kontemplativen Lebens ein. In der zweitlängsten fehlen dieser Traktat und die Ereignisse zwischen der Taufe Christi und der Passion. Eine dritte, auch unter dem Titel Mediationes de passione Christi bekannt, setzt erst mit der Handlung des Abendmahls ein. Von diesen lateinischen Fassungen existieren mehr als hundert Handschriften und verschiedene Übertragungen in die Volkssprachen. 
Eine Sammlung unechter oder zweifelhafter Schriften Bonaventuras wurde in der Appendix zu Band VI von dessen Opera omnia (Quaracchi 1893) abgedruckt. Ein kritisches Repertorium der echten, zweifelhaften und unechten Werke wurde 1975 von Balduin Distelbrink vorgelegt, das heute den Ausgangspunkt für die Klärung von Zuschreibungsfragen bildet.